# Trượt tuyết tự do tại Thế vận hội Mùa đông 2018 - Dốc chướng ngại vật nữ
Nội dung dốc chướng ngại vật nữ (slopestyle) của môn trượt tuyết tự do tại Thế vận hội Mùa đông 2018 diễn ra vào ngày 17 tháng 2 năm 2018 tại Công viên Phoenix Bogwang, Pyeongchang, Hàn Quốc.

## Kết quả

### Vòng loại
Q — Lọt vào chung kết
12 người đứng đầu lọt vào vòng tranh huy chương.
| Hạng | Thứ tự xuất phát | Số áo | Tên                        | Quốc gia                     | Lượt 1 | Lượt 2 | Tốt nhất | Ghi chú |
| ---- | ---------------- | ----- | -------------------------- | ---------------------------- | ------ | ------ | -------- | ------- |
| 1    | 22               | 17    | Emma Dahlström             | Thụy Điển                    | 91.40  | 57.60  | 91.40    | Q       |
| 2    | 2                | 2     | Tiril Sjåstad Christiansen | Na Uy                        | 55.80  | 89.00  | 89.00    | Q       |
| 3    | 15               | 3     | Johanne Killi              | Na Uy                        | 87.80  | 64.20  | 87.80    | Q       |
| 4    | 14               | 12    | Isabel Atkin               | Anh Quốc                     | 13.20  | 86.80  | 86.80    | Q       |
| 5    | 23               | 23    | Mathilde Gremaud           | Thụy Sĩ                      | 85.40  | 71.60  | 85.40    | Q       |
| 6    | 18               | 18    | Devin Logan                | Hoa Kỳ                       | 84.80  | 37.60  | 84.80    | Q       |
| 7    | 1                | 10    | Sarah Höfflin              | Thụy Sĩ                      | 83.00  | 21.20  | 83.00    | Q       |
| 8    | 13               | 5     | Anastasia Tatalina         | Vận động viên Olympic từ Nga | 27.40  | 81.00  | 81.00    | Q       |
| 9    | 4                | 15    | Yuki Tsubota               | Canada                       | 65.40  | 78.20  | 78.20    | Q       |
| 10   | 16               | 8     | Katie Summerhayes          | Anh Quốc                     | 75.80  | 77.60  | 77.60    | Q       |
| 11   | 12               | 1     | Jennie-Lee Burmansson      | Thụy Điển                    | 17.40  | 77.00  | 77.00    | Q       |
| 12   | 7                | 7     | Maggie Voisin              | Hoa Kỳ                       | 72.80  | 73.00  | 73.00    | Q       |
| 13   | 21               | 22    | Lee Mee-hyun               | Hàn Quốc                     | 46.80  | 72.80  | 72.80    |         |
| 14   | 9                | 9     | Lana Prusakova             | Vận động viên Olympic từ Nga | 42.20  | 70.60  | 70.60    |         |
| 15   | 8                | 6     | Tess Ledeux                | Pháp                         | 69.40  | 28.40  | 69.40    |         |
| 16   | 11               | 14    | Darian Stevens             | Hoa Kỳ                       | 8.20   | 64.00  | 64.00    |         |
| 17   | 17               | 20    | Lara Wolf                  | Áo                           | 10.20  | 66.40  | 66.40    |         |
| 18   | 6                | 11    | Kea Kühnel                 | Đức                          | 19.40  | 59.60  | 59.60    |         |
| 19   | 20               | 21    | Lou Barin                  | Pháp                         | 50.60  | 38.40  | 50.60    |         |
| 20   | 5                | 13    | Dominique Ohaco            | Chile                        | 16.00  | 38.60  | 38.60    |         |
| 21   | 19               | 19    | Dara Howell                | Canada                       | 12.80  | 32.00  | 32.00    |         |
| 22   | 3                | 16    | Kim Lamarre                | Canada                       | 22.80  | 23.60  | 23.60    |         |
| 23   | 10               | 4     | Caroline Claire            | Hoa Kỳ                       | 20.00  | 16.40  | 20.00    |         |

### Chung kết
Chung kết diễn ra lúc 13:56.
| Hạng | Thứ tự xuất phát | Số áo | Tên                        | Quốc gia                     | Lượt 1 | Lượt 2 | Lượt 3 | Tốt nhất | Ghi chú |
| ---- | ---------------- | ----- | -------------------------- | ---------------------------- | ------ | ------ | ------ | -------- | ------- |
| 1    | 6                | 10    | Sarah Höfflin              | Thụy Sĩ                      | 83.80  | 27.80  | 91.20  | 91.20    |         |
| 2    | 8                | 23    | Mathilde Gremaud           | Thụy Sĩ                      | 88.00  | 29.40  | 29.40  | 88.00    |         |
| 3    | 9                | 12    | Isabel Atkin               | Anh Quốc                     | 68.40  | 79.40  | 84.60  | 84.60    |         |
| 4    | 1                | 7     | Maggie Voisin              | Hoa Kỳ                       | 26.40  | 37.60  | 81.20  | 81.20    |         |
| 5    | 10               | 3     | Johanne Killi              | Na Uy                        | 10.20  | 76.80  | 54.40  | 76.80    |         |
| 6    | 4                | 15    | Yuki Tsubota               | Canada                       | 74.40  | 26.40  | 40.40  | 74.40    |         |
| 7    | 3                | 8     | Katie Summerhayes          | Anh Quốc                     | 61.40  | 71.40  | 23.20  | 71.40    |         |
| 8    | 2                | 1     | Jennie-Lee Burmansson      | Thụy Điển                    | 42.00  | 65.00  | 24.40  | 65.00    |         |
| 9    | 11               | 2     | Tiril Sjåstad Christiansen | Na Uy                        | 5.20   | 24.00  | 60.40  | 60.40    |         |
| 10   | 7                | 18    | Devin Logan                | Hoa Kỳ                       | 22.60  | 56.80  | 10.60  | 56.80    |         |
| 11   | 12               | 17    | Emma Dahlström             | Thụy Điển                    | 16.60  | 52.40  | 15.40  | 52.40    |         |
| 12   | 5                | 5     | Anastasia Tatalina         | Vận động viên Olympic từ Nga | 29.40  | 51.20  | 13.00  | 51.20    |         |